# Марацци, Николас
Николас Марацци (итал. Nikolas Marazzi; 13 июля 1981 года) — швейцарский футболист, игравший на позиции полузащитника.

## Клубная карьера
Воспитанник «Сьона». Во взрослом футболе дебютировал в 1997 году за основной состав «Сьона», в которой провел семь сезонов, приняв участие в 123 матчах чемпионата.
В 2004 году перешёл в клуб «Ивердон-Спорт», за который провёл 120 матчей. С 2008 года выступал за «Лозанну», за которую сыграл в 142 матчах. В 2013 году ушёл из клуба в «Аццурри 90», где завершил профессиональную карьеру.